# Краснопартизанское (Краснодарский край)
Краснопартизанское — село в Павловском районе Краснодарского края России. Входит в состав Павловского сельского поселения.

## География
Находится в северной степной части региона, в пределах Кубано-Приазовской равнины.

### Улицы
| - ул. Безымянная, - ул. Весёлая, - ул. Восточная, - ул. Казачья, - ул. Коммунаров, - ул. Короткая, - ул. Крестьянская, - ул. Молодёжная, | - ул. Набережная, - ул. Садовая, - ул. Советская, - ул. Степная, - ул. Строительная, - ул. Тюменская, - ул. Школьная. |

## История
Село Краснопартизанское появилось в начале XX века. Точная дата не известна. Изначально был хутор Бабыча, который после революции был переименован в хутор Тихонький. В 1970-х гг. в результате объединения хуторов Красных партизан Старолеушковского сельского Совета (левый берег реки Тихонькой), хутора Тихонького Павловского сельского Совета (правый берег р. Тихонькой) образовалось село Краснопартизанское.

## Население
| 2002 | 2010  |
| ---- | ----- |
| 1048 | ↘1012 |

## Инфраструктура
Личное подсобное хозяйство.

## Транспорт
Село доступно автомобильным транспортом.